# Kostel svatého Jana Bosca (Paříž)
Kostel svatého Jana Bosca (fr. Église Saint-Jean-Bosco) je katolický farní kostel ve 20. obvodu v Paříži, v ulici Rue Alexandre-Dumas. Kostel je zasvěcen Janu Boscovi, patronovi salesiánů, kteří kostel využívají. Stavba ve stylu art deco je chráněná jako historická památka.

## Historie
Základní kámen položil pařížský arcibiskup kardinál Jean Verdier v březnu 1933. Kostel byl dokončen 10. října 1937. Farnost byla založena 20. února 1938. Architektem byl Dimitrou Rotter (1878–1938), kterému vypomáhal jeho syn René.